# Брюс-Каньйон-Сіті (Юта)
Брюс-Каньйон-Сіті (англ. Bryce Canyon City) — місто (англ. town) в США, в окрузі Гарфілд штату Юта. Населення — 336 осіб (2020).

## Географія
Брюс-Каньйон-Сіті розташований за координатами 37°40′55″ пн. ш. 112°9′42″ зх. д. / 37.68194° пн. ш. 112.16167° зх. д. (37.681923, -112.161547). За даними Бюро перепису населення США в 2010 році місто мало площу 8,96 км², з яких 8,96 км² — суходіл та 0,00 км² — водойми.

## Демографія
Згідно з переписом 2010 року, у місті мешкало 198 осіб у 69 домогосподарствах у складі 39 родин. Густота населення становила 22 особи/км². Було 118 помешкань (13/км²).
Расовий склад населення:
| - 62,6 % — білих - 18,7 % — азіатів - 4,5 % — корінних американців - 0,5 % — чорних або афроамериканців - 12,6 % — осіб інших рас |

До двох чи більше рас належало 1,0 %. Частка іспаномовних становила 24,2 % від усіх жителів.
За віковим діапазоном населення розподілялося таким чином: 26,3 % — особи молодші 18 років, 73,2 % — особи у віці 18—64 років, 0,5 % — особи у віці 65 років та старші. Медіана віку мешканця становила 23,6 року. На 100 осіб жіночої статі у місті припадало 78,4 чоловіків; на 100 жінок у віці від 18 років та старших — 87,2 чоловіків також старших 18 років.
За межею бідності перебувало 29,7 % осіб, у тому числі 0,0 % дітей у віці до 18 років та 0,0 % осіб у віці 65 років та старших.
Цивільне працевлаштоване населення становило 87 осіб. Основні галузі зайнятості: мистецтво, розваги та відпочинок — 93,1 %, інформація — 4,6 %.